# Кортадерія
Пампаська трава, кортадерія (Cortaderia) — рід багаторічних трав'янистих рослин родини Злакові. 

Назва роду походить від аргентино-іспанського слова «cortadera» — і було дано через загострені краї листя рослини (ісп. «cortar» — «вирізати»).

## Опис
Листя лінійне, довге, дуговидно відігнуте. Рослина дводомна. Суцвіття — густа срібляста волоть довжиною 30-50 см. Квітки переважно дрібні. Жіночі опушені довгими шовковистими волосками, тому суцвіття здаються сріблясто-білими або рожевими, чоловічі — голі. Час цвітіння з серпня по жовтень.

## Використання
Декоративні рослини. Культивуються в Західній Європі і Північній Америці. У садовій культурі з Вікторіанської епохи використовується тільки один вид — Cortaderia selloana (укр. пампаська трава срібляста). У Південній Америці листя рослин застосовуються при виготовленні паперу.

## Види
Cortaderia araucana Stapf

 Cortaderia archboldii (Hitchc.) Connor & Edgar

 Cortaderia atacamensis (Phil.) Pilg.

 Cortaderia bifida Pilg.

 Cortaderia boliviensis M.Lyle

 Cortaderia columbiana (Pilg.) Pilg.

 Cortaderia fulvida (Buchanan) Zotov

 Cortaderia hapalotricha (Pilg.) Conert

 Cortaderia jubata (Lemoine ex Carrière) Stapf

 Cortaderia modesta (Döll) Hack. ex Dusén

 Cortaderia nitida (Kunth) Pilg.

 Cortaderia nitida x sericantha Sibth. & Sm.

 Cortaderia pilosa (d'Urv.) Hack.

 Cortaderia planifolia Swallen

 Cortaderia pungens Swallen

 Cortaderia richardii (Endl.) Zotov

 Cortaderia roraimensis (N.E.Br.) Pilg.

 Cortaderia rudiuscula Stapf

 Cortaderia selloana (Schult. & Schult.f.) Asch. & Graebn.

 Cortaderia sericantha (Steud.) Hitchc.

 Cortaderia speciosa (Nees) Stapf

 Cortaderia splendens Connor

 Cortaderia toetoe Zotov

 Cortaderia turbaria Connor

 Cortaderia vaginata Swallen